# Със същия поглед
Със същия поглед (на испански: Con esa misma mirada) е мексиканска теленовела, режисирана от Алба Хил и Камила Ибара и продуцирана от Аргос Телевисион за ТелевисаУнивисион през 2025 г. Версията, разработена от Химена Ромеро и Хилма Пеня, е въз основа на мексиканската теленовела Женски поглед от 1997-1998 г. със сценарий от Бернардо Ромеро Перейро и Химена Ромеро, която е базирана на колумбийската теленовела Госпожа Исабел от 1993 г., създадена от Бернардо Ромеро Перейро и Моника Агудело Тенорио.
В главните роли са Анхелика Ривера, Диего Клейн и Иван Санчес.

## Сюжет
Елоиса е жена в зряла възраст, която след 25 години брак и безусловна отдаденост на семейството си открива, че съпругът ѝ Октавио ѝ е изневерил с жена, по-млада от нея. След това предателство Елоиса си поставя за цел да си върне живота независимо от пречките по пътя.
За да се справи с лошия си късмет в любовта, тя споделя мечтите си, преоткрива романтиката и своята чувственост.

## Актьори
- Анхелика Ривера – Елоиса Обрегон
- Диего Клейн – Пабло Касас
- Иван Санчес – Октавио Идалго
- София Кастро – Антония Идалго Обрегон
- Ивана Кастро – Матилде Идалго Обрегон
- Николас Аса – Самуел Идалго Обрегон
- Химена Ерера – Рената
- Памела Алманса – Габриела
- Илиана Фокс – Летисия
- Фернанда Борхес – Карен
- Хуан Риос Канту
- Бланка Гера
- Адриана Ябрес – Хулиета
- Гонсало Вега мл. – Томас
- Адриана Ромеро
- Адолфо де ла Фуенте
- Лупита Ортис – Найели
- Матео Ортега Касияс – Даниел Касас
- Фернанда Ернандес
- Андреа Алдана

## Премиера
Премиерата на Със същия поглед е по стрийминг платформата на „ТелевисаУнивисион“ Vix на 21 март 2025 г.

## Продукция
През април 2024 г. е обявено, че Анхелика Ривера е избрана за главната роля в адаптация на колумбийската теленовела Госпожа Исабел, с която се бележи завръщането ѝ към актьорската кариера. Записите на теленовелата започват през юли 2024 г.

## Версии
- Госпожа Исабел, оригинална история, колумбийска теленовела от 1993 г., продуцирана от Лис Ямаюса, с участието на Джуди Енрикес, Алваро Руис и Луис Меса.
- Женски поглед, мексиканска теленовела от 1997 г., продуцирана от Марсела Мехия за ТВ Ацтека, с участието на Анхелика Арагон, Ари Телч и Фернандо Лухан.
- Никога не казвай сбогом, португалска теленовела от 2001 – 2002 г., с участието на Лидия Франко, Тосе Мартиньо и Нуно Омем де Са.
- Виктория, колумбийска теленовела от 2007 г., продуцирана от Уго Леон Ферер за Телемундо, с участието на Виктория Руфо, Маурисио Очман и Артуро Пениче.
- Ако ни оставят, мексиканска теленовела от 2021 г., продуцирана от W Studios за Телевиса, с участието на Майрин Вилянуева, Маркус Орнелас и Алексис Аяла.
- Ана на никого, колумбийска теленовела от 2023 г., продуцирана от  Ере Се Ене Телевисион, с участието на Паола Турбай, Себастиан Карвахал и Хорхе Енрике Абело.